# NGC 3733
NGC 3733 est une galaxie spirale intermédiaire située dans la constellation de la Grande Ourse. NGC 3733 a été découverte par l'astronome germano-britannique William Herschel en 1789.

## Caractéristiques
La classe de luminosité de NGC 3733 est III-IV et elle présente une large raie HI.

### Distance
Sa vitesse par rapport au fond diffus cosmologique est de 1 358 ± 12 km/s, ce qui correspond à une distance de Hubble de 20,0 ± 1,4 Mpc (∼65,2 millions d'al).
À ce jour, neuf mesures non basées sur le décalage vers le rouge (redshift) donnent une distance de 22,583 ± 5,942 Mpc (∼73,7 millions d'al), ce qui est à l'intérieur des valeurs de la distance de Hubble.

### Classification
Les avis diffèrent sur la classification de NGC 3733, spirale intermédiaire selon les bases de données NASA/IPAC et HyperLeda et spirale barrée selon le professeur Seligman et par Wolfgang Steinicke. L'image obtenue des données de l'étude SDSS ne montre pas nettement la présence d'une barre et la classification de spirale intermédiaire semble mieux correspondre à cette image.

### Brillance de surface
En raison d'une brillance de surface égale à 14,98 mag/am2, on peut qualifier NGC 3733 de galaxie à faible brillance de surface (LSB en anglais pour low surface brightness). Les galaxies LSB sont des galaxies diffuses (D) avec une brillance de surface inférieure de moins d'une magnitude à celle du ciel nocturne ambiant.

## Supernova
La supernova 1980D a été découverte dans cette galaxie par P. Wild de l'université de Berne le 17 mars 1980. La découverte a été confirmée le 20 mars. Le type de cette supernova ne semble pas avoir été déterminé.

## Groupe de NGC 3898 et de M101
Selon A.M. Garcia, la galaxie NGC 3733  fait partie d'un groupe de galaxies qui compte au moins neuf membres, le groupe de NGC 3898. Les autres membres du groupe sont NGC 3756, NGC 3794 (NGC 3804 dans l'article), NGC 3846A, NGC 3846, NGC 3850, NGC 3898, NGC 3982 et UGC 6894.
Certaines galaxies du groupe de NGC 3898 (NGC 3794, NGC 3850, NGC 3898 et NGC 3982) font aussi partie d'un groupe plus vaste qui compte plus de 80 galaxies, le groupe de M101 décrit dans un article publié par Abraham Mahtessian en 1998. Plusieurs galaxies de la liste de Mahtessian se retrouvent également dans d'autres groupes décrit par A.M. Garcia, soit le groupe de NGC 3631, le groupe de NGC 3898, le groupe de M109 (NGC 3992), le groupe de NGC 4051, le groupe de M106 (NGC 4258) et le groupe de NGC 5457.
Plusieurs galaxies des six groupes de Garcia ne figurent pas dans la liste du groupe de M101 de Mahtessian. Il y a plus de 120 galaxies différentes dans les listes des deux auteurs. Puisque la frontière entre un amas galactique et un groupe de galaxie n'est pas clairement définie (on parle de 100 galaxies et moins pour un groupe), on pourrait qualifier le groupe de M101 d'amas galactique contenant plusieurs groupes de galaxies.